# 黃雲鵬
黃雲鵬（1883年—1955年11月8日），字默咸（墨涵），四川省重慶府永川縣永昌鎮人，清朝法政科進士，中華民國及中華人民共和國政治人物。

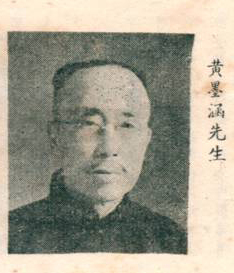

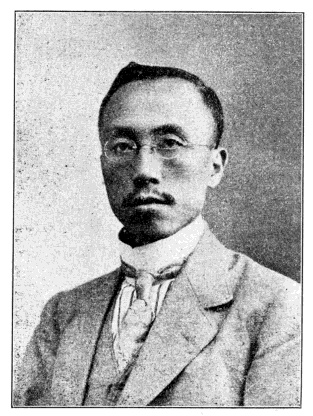
《民国之精华》中的黃雲鵬照片

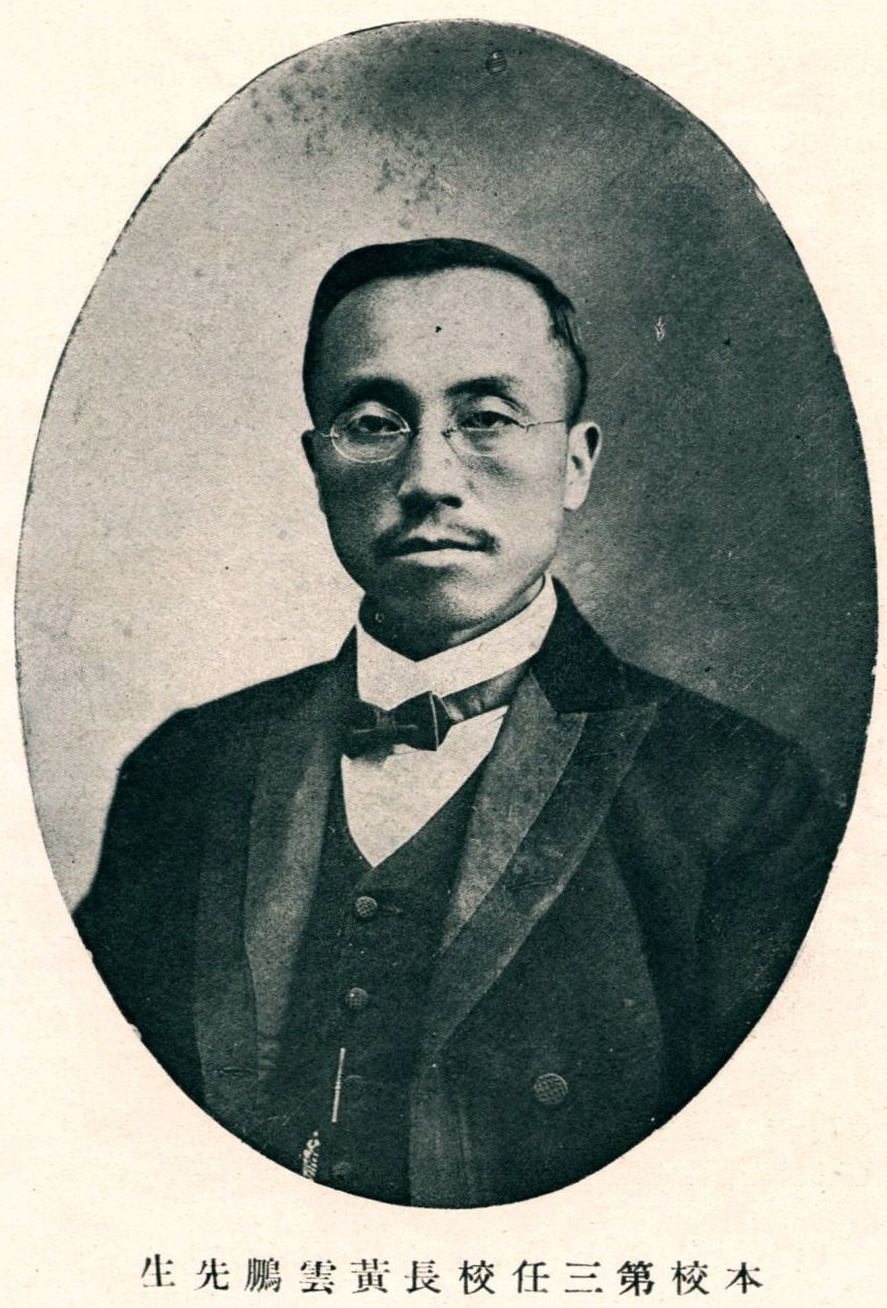

## 生平
光緒九年（1883年）九月出生於重慶府永川縣城西門外歇馬山下故宅。入邑庠次年，考一等補廩生。 光緒二十八年（1902年）考入成都四川東文學堂。次年考取留學日本官費生。在日本早稻田大學攻讀政治經濟學。宣統三年（1911年）畢業後，獲法學學士學位。宣統三年（1911年）九月，經學部驗看考試列最優等，賞給法政科進士。
民國元年（1912年），任共和黨總務主任，並在章太炎創辦的《大共和日報》任主筆。同年，當選為四川省臨時參議會代表並審查長、共和黨四川支部常務幹事；四川省臨時參議會閉會後，財政部委其為四川大清銀行清理處清理員，兼重慶濬川源銀行總理；旋當選為中華民國第一屆國會眾議院議員。 民國二年（1913年）七月，當選為憲法起草委員會委員。民國三年（1914年），國會解散後，任中國公學大學部校長、四川濬川源銀行總理。
民國五年（1916年），創辦《多聞日報》；國會復活，仍為眾議院議員。民國六年（1917年），任大理院特約律師，同年選為第二屆國會眾議員，任全院委員會長。 民國十三年（1924年），任四川省財政廳廳長。 
民國二十九年（1940年），任聚興誠銀行總行助理，曾代總經理。民國三十四年（1945年），發起籌組「中國民主建國會」，被選為常務理事兼財務組主任、中國民主建國會四川會務指導員辦事處指導員兼召集人。 
中華人民共和國成立後，曾任湘輝學院院長、聚興誠銀行常務董事。先後被選為中國人民政治協商會議第二届全國委員會委員、四川省政協委員、重慶市政協副主席、四川省人大代表、重慶市人大代表；中國民主建國會中央常委、中國民主建國會重慶市委員會副主任委員。
1955年11月8日，黃雲鵬在重慶市第三人民醫院逝世，享年73歲。